# 朱載墋
景宁王朱载墋（16世纪—1570年），明朝景宁庄僖王朱厚焮庶长子。
嘉靖三十四年（1555年），朱厚焮去世。三十八年（1559年）十月，明世宗遣武安伯鄭崑等為正使，翰林院修撰唐汝楫等為副使，持節冊封朱載墋為景寧王。四十三年（1564年）十月，世宗遣泰寧侯陳良弼等為正使，工科右給事中胡應嘉等為副使，持節冊封文氏為景寧王妃。
隆庆三年（1570年），朱載墋与都御史结党平息争讼，有司奏请治罪。三月，朱載墋因烝父婢、強奪民產获罪，廢為庶人，于閑宅禁住；其弟輔國將軍朱載垽违禁為兄奏辩，罰祿米三月。朱載墋父子闭门投井自杀，国除。